# Кільян Орест Васильович
Орест Васильович Кільян — підполковник Збройних сил України, учасник російсько-української війни.
Випускник Львівського державного ліцею з посиленою військово-фізичною підготовкою імені Героїв Крут

## Нагороди
- Орден Богдана Хмельницького III ступеня (8 серпня 2014) — за особисту мужність і героїзм, виявлені у захисті державного суверенітету та територіальної цілісності України[3]
- Медаль «Захиснику Вітчизни» (4 серпня 2022) — за особисту мужність і самовіддані дії, виявлені у захисті державного суверенітету та територіальної цілісності України, вірність військовій присязі[4]
- Орден Богдана Хмельницького II ступеня (8 серпня 2014) — за особисту мужність і самовіддані дії, виявлені у захисті державного суверенітету та територіальної цілісності України, вірність військовій присязі[5]
- Нагороджений почесним нагрудним знаком «Сталевий Хрест»[6]https://www.president.gov.ua/documents/8072022-44997